# Інтелектуальна мужність
Інтелектуальна мужність (сміливість) — філософське поняття інтелектуальних чеснот, які випливають з доксастичної логіки людини.
Відрізняючись від фізичної сміливості, стосується когнітивних ризиків, тісно пов'язаних із особистісними рисами та силою волі людини — якість розуму. Включає в себе: інтелектуальну скромність, інтелектуальну відповідальність, інтелектуальну чесність, інтелектуальну наполегливість, інтелектуальну емпатію та інтелектуальну справедливість.
За визначеннями, інтелектуальна мужність присутня кожній людині і часто залежить від контексту та/або ситуації. Класичні грецькі філософи, такі як Сократ, Платон і Арістотель, вивчаючи це питання, звертали увагу на важливість цієї чесноти, щоб зрозуміти й усвідомити вплив інтелектуальної мужності на людський розум.
Розвинулися різні інтерпретації інтелектуальної мужності, що значною мірою вплинуло на праці філософів доби Середньовіччя та Нового часу, зміни в культурі та зрушення в соціальних нормах.
Протилежність досягненню інтелектуальної мужності називається інтелектуальною зарозумілістю. 

## Визначення
Інтелектуальна мужність узгоджує дії людини з її раціональними переконаннями. Щодня багато емоцій, таких як страх і бажання, впливають на прийняття рішень. Ступінь, до якого людина здатна контролювати або піддаватися таким емоціям, визначає силу її інтелектуальної мужності.
Коротке тлумачення інтелектуальної мужності таке:
Інтелектуальну сміливість можна визначити як усвідомлення необхідності зіткнутися з ідеями, переконаннями або точками зору, щодо яких у людини є сильні негативні емоції, і до яких вона не приділяла серйозної уваги, і справедливо розглядати їх. Інтелектуальна мужність пов'язана з визнанням того, що ідеї, які суспільство вважає небезпечними або абсурдними, інколи є раціонально виправданими (повністю або частково). Висновки та переконання, прищеплені людям, іноді хибні або вводять в оману. Щоб визначити для себе, що має сенс, людина не повинна пасивно і некритично сприймати те, чому навчилася. Інтелектуальна мужність вступає в дію тут, тому що є частка правди в деяких ідеях, які вважаються небезпечними та абсурдними, і викривлення або хибність у деяких ідеях, яких твердо дотримуються соціальні групи, до яких ми належимо. Людям потрібна мужність, щоб бути справедливими мислителями в цих обставинах. Покарання за невідповідність можуть бути суворими.
Існує багато інших трактувань інтелектуальної мужності.
Поширене тлумачення полягає в тому, щоб концептуалізувати інтелектуальну мужність як складову видів мужності, разом із соціальною мужністю, фізичною мужністю, моральною мужністю та філософською мужністю.  
Інтелектуальна мужність — це «сила характеру» разом з іншими аспектами особистості, такими як власна допитливість та відкритість.
Розвиток інтелектуальної мужності є ітеративним, випливаючи з постійного впливу соціального оточення та середовища. Це допомагає пояснити різний ступінь інтелектуальної мужності в кожної людини.

## Прояви
Чесноти були темою дослідження у філософії з давніх часів. Зокрема, Арістотель розглядав інтелектуальні чесноти як окрему категорію в «Нікомаховій етиці».
Такі релігії, як буддизм, мають власний погляд на конкретні чесноти та на те, що класифікується як чеснота.
Мужність не завжди має форму в своїй фізичній та звичайній конотації, але також у своїй когнітивній формі, будучи атрибутом, яким можна володіти як «мужній мислитель». Інтелектуальна сміливість також широко використовується для опису політичних ситуацій, наприклад якості людини, яка зберігає розумну позицію навіть в умовах політичного тиску. Демонстрація інтелектуальної мужності в цьому сенсі іноді може цінуватися в лідерів держав.
Інтелектуальна мужність вступає в дію також у більш звичайних обставинах, коли людині потрібно використати чисте міркування, щоб здійснити альтернативний вибір, для яких є конкуруючі етичні, логічні, розумові та корисливі аргументи на її користь.
Інтелектуальна мужність людини залежить серед іншого й від її самовпевненості.

## Вчення інтелектуальної мужності
Інтелектуальна мужність є недооціненим елементом особистісного зростання. Багато філософів визначили потребу в навчанні однією з інтелектуальних чеснот, таких як інтелектуальна мужність, як частину гуманітарної освіти.
Інтелектуальна мужність заохочує людину до навчання протягом усього життя. Проте навчання в дитинстві не наділяє учнів інтелектуальними чеснотами. Учні можуть досягти високих успіхів у закладах загальної освіти, ретельно запам'ятовуючи та конспектуючи, не навчаючись добре міркувати. С. Нордбі заохочує інтегрувати навчання інтелектуальній мужності до освітнього процесу загальноосвітніх шкіл — «якщо це робиться з паритетом, це може не дати дисциплінам стати замкнутими та зменшити кількість ехо-камер в академічному середовищі».
Інтелектуальна мужність — це риса «дисциплінованого розуму», яка також демонструє інтелектуальну чесність, інтелектуальну скромність, інтелектуальне почуття справедливості, інтелектуальну наполегливість, інтелектуальну справедливість, інтелектуальну емпатію та інтелектуальну автономію. Людина з цією сукупністю рис досягне вищих критичних навичок, вищої якості мислення та вищого порядку мислення.
Протилежністю інтелектуальної мужності є інтелектуальна зарозумілість. Воно може виникнути через сприйняття «поверхнево засвоєного вмісту», такого як той, виникає внаслідок «неглибокого охоплення» матеріалу. Це перешкоджає відкритим поглядам на нові та нетрадиційні проблеми, а також перешкоджає готовності ризикувати в нових починаннях. Це заохочує здобувача освіти залишатися в межах норм і мереж безпеки, залишаючи дуже мало місця для власного інтелектуального зростання.

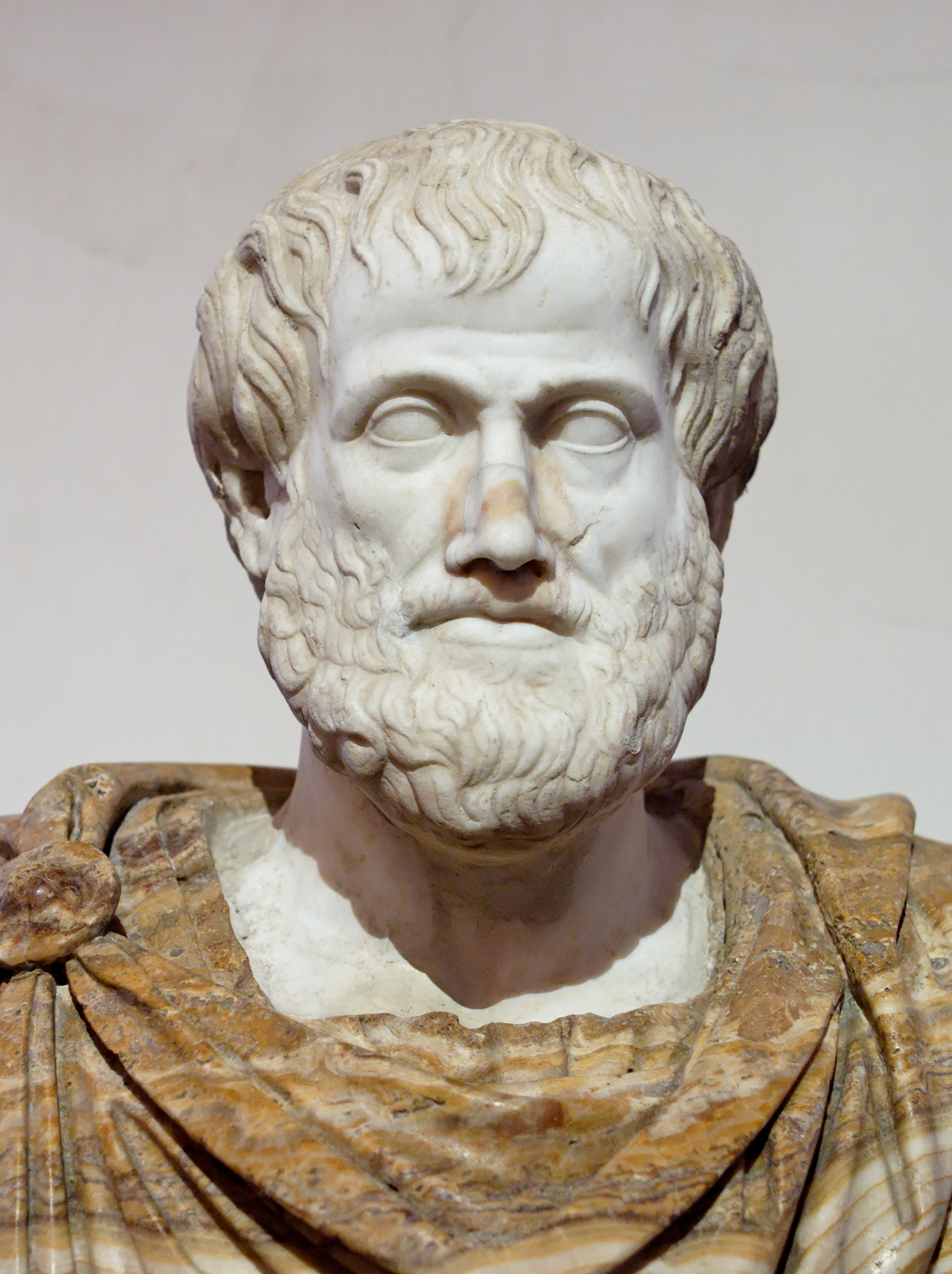
Арістотель, автор Евдемової етики

## Інтелектуальна мужність у грецькій філософії
Такі філософи, як Арістотель, Платон та Сократ, опосередковано вивчали інтелектуальну мужність через свої дискусії про інтелектуальні чесноти.
Арістотель досліджував такі чесноти, як інтелектуальна мужність, у своїх Евдеміївській етиці та Нікомаховій етиці. Зокрема, цей вчений визначає інтелектуальну мужність як чесноту, що займає так звану золоту середину між боягузтвом та нерозсудливістю.
Хоча спочатку обговорюючи фізичну та буквальну концепцію мужності, Арістотель не виключає її наявність у складі інших можливих почуттів. Він обговорює моральні та інтелектуальні чесноти окремо в гармонії з його твердженням, що свідомі людські дії є результатом поєднання бажання (на яке впливають моральні чесноти) з розумом (на який впливають інтелектуальні чесноти). Акт демонстрації інтелектуальної мужності в цьому сенсі означав прийняття раціональних рішень в умовах небезпеки, який спокушає змінити свою думку. Така мужність — дороге задоволення, що вимагає значних розумових зусиль.

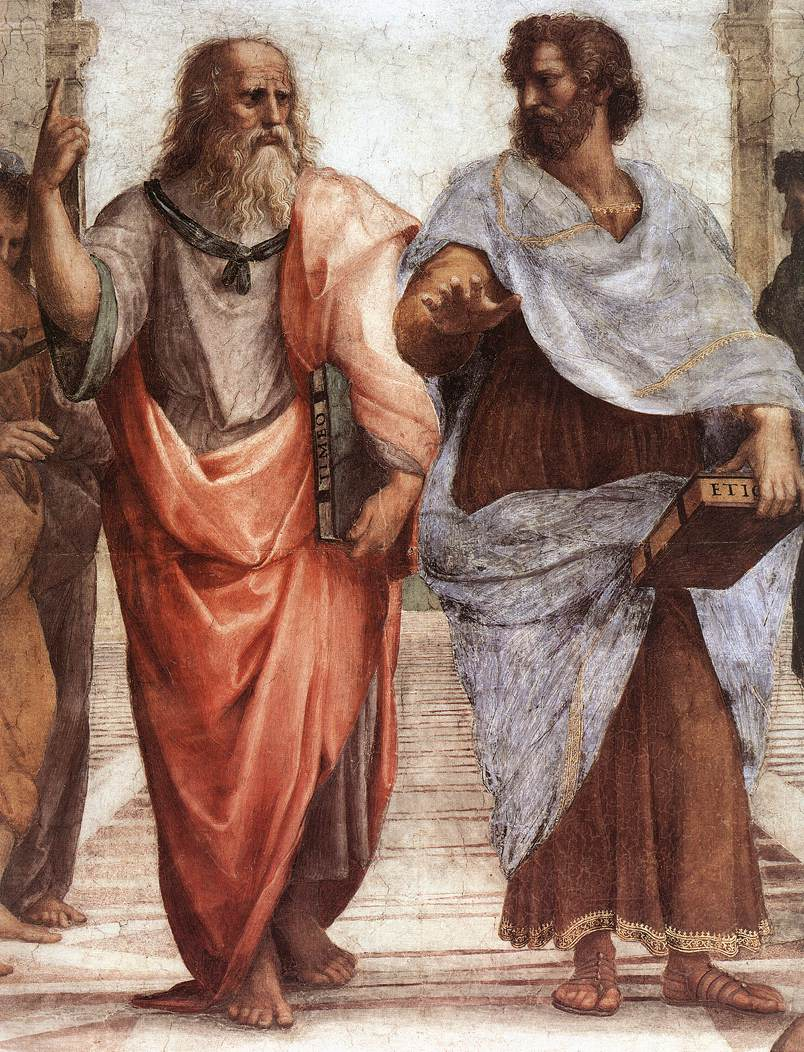
Давньогрецькі філософи Платон та Арістотель дискутують про інтелектуальні чесноти

Платон також багато уваги приділяв дослідженню такої чесноти, як мужність, визначаючи серед інших, й інтелектуальну мужність. Платон порівнював брак інтелектуальної мужності зі «слабкістю волі».
До Сократа в Стародавній Греції існували переважно дві загальноприйняті інтерпретації мужності: Перша — героїчна мужність, «найвидатнішими літературними представниками» якої були античні герої, такі як Ахілл, Діомед та Гектор. Друга визначала мужність як «готовність громадянина-солдата битися в бойовій лінії».
В добу античності мужність визначали виключно в термінах фізичної мужності; введення інтелектуальної мужності прийшло набагато пізніше, де воно використовувалося для опису думок воїнів.

## Роль у математичній творчості
Інтелектуальна мужність у сфері математики передбачає вивчення рівня співвідношення між інтелектуальною мужністю людини та її математичною творчістю.
Академічні привілеї — не єдиний фактор, який впливає на розум математично талановитих здобувачів освіти. Це досягається в процесі освітньої діяльності.
Хоча такі особисті риси, як допитливість, пристрасть і прагнення, широко обговорювалися як додаткові сприяючі фактори, інтелектуальна мужність також відіграє вирішальну роль для успіху розвитку здобувачів освіти, що професійно вивчають математику.
З цієї точки зору інтелектуальна мужнсть має чотири ключові чинники: наполегливість, впевненість у собі, проникливість та мотивацію.
Якщо ці рушії співіснують разом, інтелектуальна мужність вступає у своєрідну гру, коли людина переживає ситуацію, ризикуючи через невизначеність мети. Це означає взяти на себе ризик і витратити значний час і ресурси на те, що може ні до чого не призвести.
Усвідомлення того, що ці вкладені зусилля можуть окупитися, а можуть і ні, і погодитися з тим, що їхні зусилля можуть залишитися марними, математики описують як стрибок з інтелектуальною мужністю.